# Tory Lane

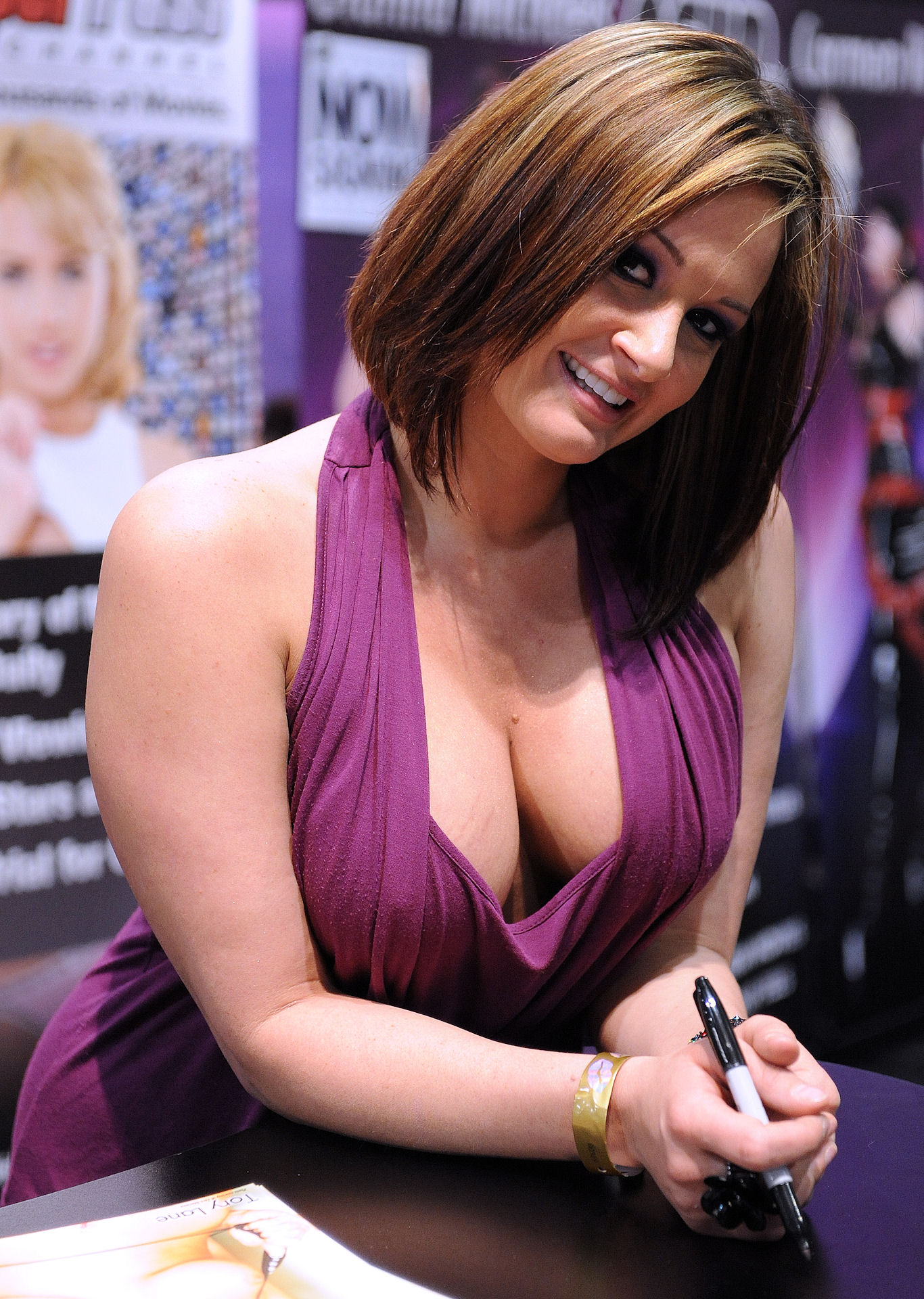
Tory Lane auf der AVN Adult Entertainment Expo 2011

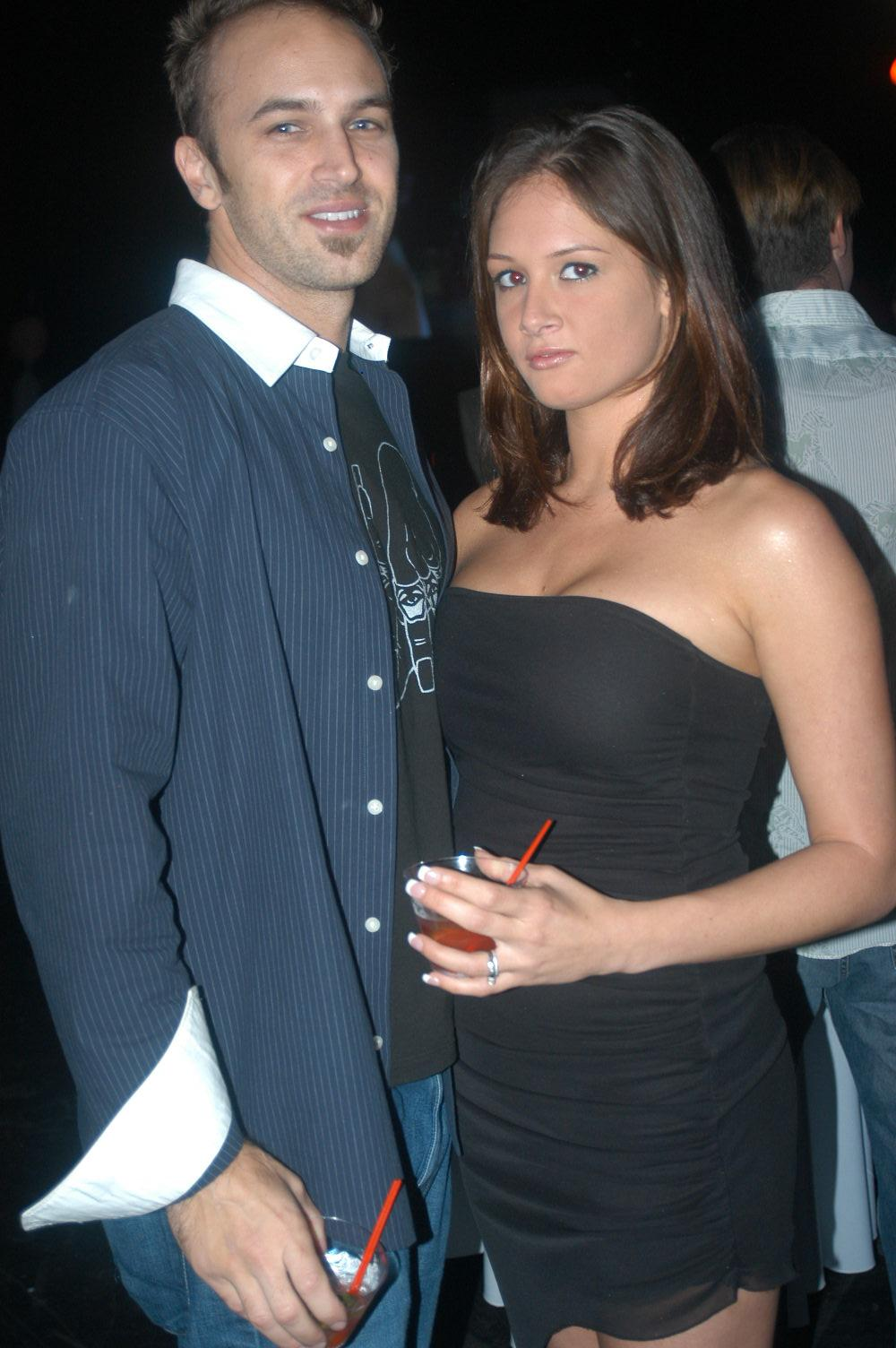
Tory Lane und Rick Shameless (2005)

Tory Lane (* 30. September 1982 in Fort Lauderdale, Florida als Lisa Nicole Piasecki) ist eine US-amerikanische Pornodarstellerin und Stripperin.

## Karriere
Lane begann im Alter von sechs Jahren klassisches Ballett zu trainieren. Nach der High School besuchte sie das Broward Community College und machte ihren Abschluss mit einem Associate’s Degree in Business. Sie arbeitete als Barkeeperin in einer Bar namens „The Elbo Room“ in Fort Lauderdale Beach. Sie arbeitete auch im Restaurant Hooters, in einem Adult Bookstore und als Stripperin in Stripclubs in Florida.
Nachdem sie bei der Model-Agentur LA Direct unterschrieben hatte, drehte Lane im Jahr 2004 ihre erste Hardcoreszene mit Ben English und Marco in Suze Randalls The Young & The Raunchy.
Lane heiratete im Jahr 2005 den Hardcore-Fotografen und -Darsteller Rick Shameless in Las Vegas, Nevada. Im November 2005 ließen die beiden ihre Ehe annullieren. Lane setzte ihre Karriere als Stripperin als Featured Dancer in Stripclubs im Südwesten der USA fort.
Im Jahr 2006 war Lane eine der Finalistinnen der Playboy TV Reality Show Jenna’s American Sex Star, zusammen mit Roxy Jezel, Jenna Presley und Daisy Marie. Sie verlor das Finale gegen Roxy Jezel. Im Mai 2007 unterschrieb Lane einen Zweijahresvertrag bei Sin City Entertainment als Darstellerin und Regisseurin. Ein Jahr später wurde bekannt, dass sie den Vertrag annulliert hatte. Sie war als „Female Performer of the Year“ und „Best Supporting Actress - Video“ bei den AVN Awards 2007 nominiert und bei den AVN Awards 2008 in der Kategorie als „Best Actress“ in dem Film Outkast von Jim Powers. Im Jahr 2007 spielt sie in Operation Desert Stormy und 2008 ist sie in dem preisgekrönten Film Cry Wolf zu sehen.
2010 war sie in den TV-Komödien Busty Cops Go Hawaiian und Busty Cops and the Jewel of Denial zu sehen.

## Filmografie (Auswahl)
- 2004: Big Mouthfuls 5
- 2005: Jack’s Playground 27
- 2005: Jack’s Teen America 6
- 2005: Service Animals 20
- 2005: Slut Puppies 1
- 2006: Boob Bangers 3
- 2006: Strap Attack 5
- 2006: Service Animals 22
- 2006: Jenna Haze Dark Side
- 2006: Meet the Twins 1
- 2007: Flesh Hunter 10
- 2007–2014: Tug Jobs 10, 38
- 2007: Operation: Desert Stormy
- 2008: Big Tits at School 4
- 2008: Cry Wolf
- 2009: Oil Overload 3
- 2009: 2040
- 2010: The Condemned
- 2010: Speed
- 2010: BatfXXX: Dark Night Parody
- 2010: Rocco's Psycho Love 2
- 2011: Big Tits in Uniform 5
- 2011: Pump That Rump 3
- 2011: Nacho Invades America
- 2012: Naughty Nannies
- 2012: Cougars, Kittens & Cock 2
- 2013: White Mommas 4
- 2015: Brazzers House (Webserie, 9 Folgen)
- 2015: Anal Boot Camp 3
- 2015: Hot And Mean 14
- 2015–2018: My Wife's Hot Friend 26, 39
- 2018: Pussy Is The Best Medicine

## Auszeichnungen
- 2007: Adultcon Top 20 Adult Actresses[7]
- 2009: AVN Award – Best POV Sex Scene – (zusammen mit Katja Kassin und Erik Everhard in Double Vision 2)[8]
- 2010: AVN Award – Best Group Sex Scene – 2040[9]
- 2017: Aufnahme in die AVN Hall of Fame[10]